# Рејмон (Северна Каролина)
Рејмон (енгл. Raemon) насељено је место без административног статуса у америчкој савезној држави Северна Каролина.

## Демографија
По попису из 2010. године број становника је 282, што је 70 (33,0%) становника више него 2000. године.
| Група             | 2000.      | 2010.      |
| Белци             | 30 (14,2%) | 44 (15,6%) |
| Афроамериканци    | 33 (15,6%) | 15 (5,3%)  |
| Азијати           | 0 (0,0%)   | 0 (0,0%)   |
| Хиспаноамериканци | 0 (0,0%)   | 0 (0,0%)   |
| Укупно            | 212        | 282        |